# The Sun Never Shone That Day
«The Sun Never Shone That Day» — четвертий сингл альбому «Minor Earth Major Sky» новерзького гурту a-ha, випущений 21 вересня 2000 року.

## Музиканти
- Пол Воктор-Савой (Paul Waaktaar-Savoy) (6 вересня 1961) — композитор, гітарист, вокалист.
- Магне Фуругольмен (Magne Furuholmen) (1 листопада 1962) — клавішник, композитор, вокаліст, гітарист.
- Мортен Гаркет (Morten Harket) (14 вересня 1959) — вокаліст.

## Версії
- The Sun Never Shone That Day (4:39)
- The Sun Never Shone That Day (Radio Edit) (3:30)
- The Sun Never Shone That Day (Radio Edit) (3:40)
- The Sun Never Shone That Day (3:44)